# Leffe (sör)
A Leffe (/ lɛf /) egy prémium sörmárka, amelynek tulajdonosa az InBev Belgium, a globális Anheuser – Busch InBev sörfõzde óriásvállalatának európai vezetője. Söreit Abbey sörként forgalmazzák.

## Története
A leffei apátságot 1152-ben alapították a Meuse folyón Namur tartományban, Dél-Belgiumban. Európa számos kolostorához hasonlóan 1240-től kezdődően az apátság premontrei kanonokjai főztek ale-t. A nemzedékről nemzedékre átadott ismeretek és az apátság közelében a vadonban található összetevők felhasználásával a kánonok egyedi ízű és magas alkoholtartalmú sört fejlesztettek ki, amelyet csak az apátságban főztek.
Az apátságot az évek során mind természeti, mind emberi körülmények megrongálták: 1460-ban áradás pusztította el, 1466-ban tűz söpört végig a településen, 1735-ben katonai csapatok rongálták meg a sörfőzdét, és az 1794-ben kitört francia forradalom azt eredményezte, hogy elhagyták és megsemmisítették a sörfőzdét.. A kanonokok 1902-ben tértek vissza. 1952-ben a flamand székhelyű overijse-i Lootvoet sörfőzdével való együttműködés után folytatták a sör gyártását. Ezt a sörfőzdét később az Interbrew nemzetközi sörcég (jelenleg AB InBev) vásárolta meg. Leffe-t ezután Mont-Saint-Guibertben főzték, amíg az Interbrew bezárta ezt a sörfőzdét. Jelenleg minden Leffe márkát a leuveni Stella Artois sörfőzdében főznek.